# Neel Jani
Neel Jani (1983. december 8. –) svájci autóversenyző, a 2007–2008-as A1 Grand Prix-szezon bajnoka. 2006-ban a Formula–1-es Scuderia Toro Rosso csapat harmadik számú versenyzője volt.

## Pályafutása

### GP2
2005-ben teljes szezont futott a GP2-ben. Neel a Racing Engineering csapatával vett részt a futamokon. Az év első felében rendre pontszerző volt, majd a magyar nagydíj főversenyén az első helyen ért célba. Megnyerte a monzai sprintfutamot is, végül a hetedik helyen zárta az összetett értékelést.
A 2006-os szezonban mindössze a brit és a francia verseny futamain állt rajthoz. A Monacóban megsérült Nicolas Lapierre helyét vette át az Arden International alakulatánál, ám a helyettesítés alatt egy alkalommal sem végzett pontot érő helyen.

### A1 GP

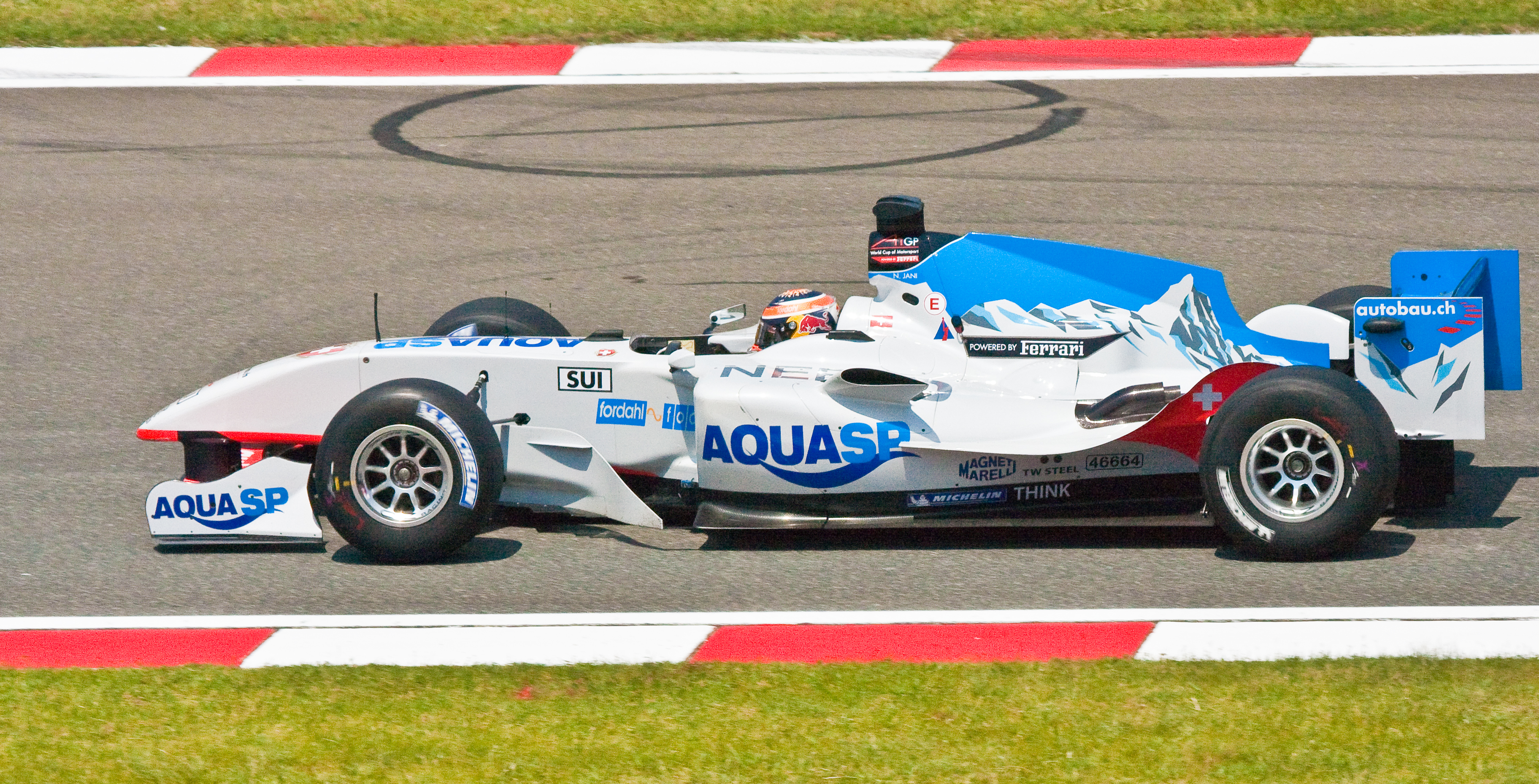
Svájc autójában a 2008–2009-es A1 Grand Prix-szezon dél-afrikai futamán

Giorgio Mondini társaként ő képviselte hazáját az A1 Grand Prix első idényében. Az év első kilenc fordulójában Neel volt a csapat versenyzője, még az utolsó két versenyhétvégén Giorgio szerepelt a mezőnyben. Több dobogós helyezést ért el a az első futamokon és megnyerte az emírségekben rendezett sprintfutamot. Az ő 121 pontjával Svájc végül Franciaország alakulata mögött a második helyen zárt a pontversenyben. Váltótársa Mondini nem szerzett pontot.
A 2006-2007-es szezonban mindössze négy fordulón vett részt. A többi versenyen Sébastien Buemi és Marcel Fässler volt a svájciak pilótája. Svájc az összetett nyolcadik helyén zárt, melyből Neel egy győzelemmel és négy pontszerző helyezéssel vette ki részét.
A 2007-2008-as idényben megnyerte a sorozatot. A teljes szezont ő versenyezte végig, mely alatt négy győzelmet szerzett és további hétszer volt dobogós. A bajnokságot az új-zélandi Jonny Reid és a britek alakulata előtt nyerte meg. Ez volt az első alkalom a sorozat történetében, hogy a bajnoki címet egyetlen versenyzővel nyerjen meg egy csapat.
Az ezt követő szezont szintén váltótárs nélkül versenyezte végig. A teljes idényben az ír Adam Carrollal volt harcban a bajnoki címért. Végül tizenhét ponttal alulmaradt az írek versenyzőjével szemben és lett második.

### Formula–1
2006-ban a Scuderia Toro Rosso csapat harmadik versenyzője volt a Formula–1-ben. Noha futamon nem állhatott rajthoz, a versenyek pénteki tesztnapján minden alkalommal részt vett.

### Champ Car

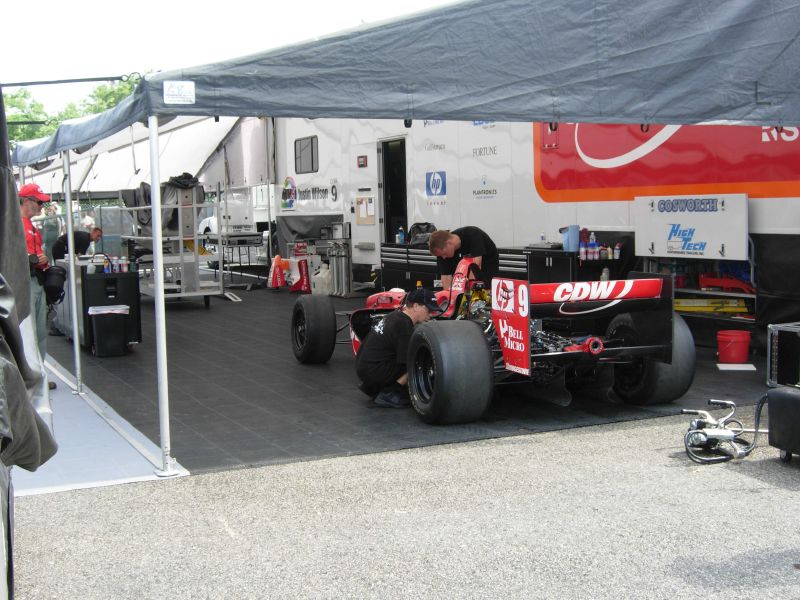
Neel autója a Champ Car széria egy futamán

2007-ben a PKV Racing csapatával a Champ Car szériában szerepelt. 231 pontjával végül a kilencedik helyen zárta a szezont.

### Sportautózás
2009-ben rajthoz állt a Le Mans-i 24 órás versenyen Andrea Belicchi és Nicolas Prost váltótársaként a tizennegyedik helyen ért célba a. 2010-ben csatlakozott a Rebellion Racinghez Prost és Marco Andretti mellé. Le Mans-ban 175 kör megtétele után feladták a viadalt. A portugáliai Algarve pályán 2., a brit Silverstoneban pedig 5. lett. Emellett a FIA GT1 világbajnokságban is szerepelt egy Ford GT-vel, amit a Matech Competition készített fel. Háromszor ért be pontszerző pozícióban.
2012-ben átigazolt az új Hosszútávú-világbajnokság (WEC) mezőnyéhez újonnan a Rebellion színeiben Prosttal és Nick Heidfelddel. 2014-ben a gyári Porsche Works programhoz írt alá és megnyerte első LMP1-es futamát Sao Paulo-ban, Brazíliában, ez hozzájárult az összetett pontverseny 3. helyéhez. A 2015-ös szezonban ötször lett ezüstérmes és újfent a szezonzárót nyerte meg, ezúttal Bahreinben.
A 2016-os évadot egy silverstone-i győzelemmel és egy Spa-i második hellyel indította. A Le Mans-i 24 óráson Nakadzsima Kazuki Toyotája a célegyenesben egy körrel a vége előtt megállt, így ő, Romain Dumas és Marc Lieb "megörökölték" a győzelmet. A Porsche 2017 végén kiszállt a WEC-ből és átalakította a 919 Hybrid kódjelű modelljét úgy, hogy nem kellett kötődnie egy szabályrendszerhez sem. Jani ezzel a megváltoztatott konstrukcióval 2018. április 9-én nem hivatalos, 1:41.770 alatti körrekordot döntött a legendás belga Spa-Francorchamps aszfaltcsíkon.
A 2018–19-es "szuperszezonra" visszatért a Rebellion alakulatához. 2021-re a Porsche GT csapatához tért vissza egy 911 RSR-19-es autóval. Az évadzáró bahreini 8 óráson 12 perccel a leintés előtt a Ferrari 51-es rajtszámú autója kiforgatta egyik csapattársát, Michael Christensent, így elvesztették az esélyt a bajnoki címre a GTE Profi osztályban. A németek a Sportdöntőbíróságnál panaszolták be a gyári olasz márkát, kérelmüket azonban elutasították, így hivatalosan is a Ferrari nyerte a GTE Pro kategóriát az évben. 2022-re távozott a GTE alakulattól.

### Formula–E
2017. augusztus 24-én bejelentették, hogy visszatér az együléses formulaautózáshoz a 2017–18-as Formula–E szezonban a belga Jérôme d’Ambrosio mellé a Dragon Racing színeiben. A két hongkongi 18. helye után kilépett és inkább a WEC elfoglaltságaira koncentrált.
2018 decemberében a Porsche közzétette, hogy Jani és André Lotterer csatlakoznak a gyári Formula–E programjukhoz a 2019–20-as idényben. Mindössze egyszer rangsorolták a pontszerzők között, Berlinben. Az összetettben a 20. helyet foglalta el. A 2020–21-es világbajnokságra Pascal Wehrlein váltotta. Egy kiírással később tesztpilótai szerepkörben tért vissza Simona de Silvestro mellett.

## Eredményei

### Teljes GP2-es eredménysorozata
(Táblázat értelmezése)

(Félkövér: pole-pozícióból indult; dőlt: leggyorsabb kört futott) 

| Év   | Csapat              | 1         | 2          | 3         | 4         | 5          | 6         | 7          | 8         | 9         | 10         | 11         | 12         | 13         | 14        | 15        | 16         | 17         | 18        | 19        | 20         | 21         | 22         | 23         | Helyezés | Pont |
| ---- | ------------------- | --------- | ---------- | --------- | --------- | ---------- | --------- | ---------- | --------- | --------- | ---------- | ---------- | ---------- | ---------- | --------- | --------- | ---------- | ---------- | --------- | --------- | ---------- | ---------- | ---------- | ---------- | -------- | ---- |
| 2005 | Racing Engineering  | SMR FEA 6 | SMR SPR 15 | ESP FEA 4 | ESP SPR 5 | MON FEA Ki | EUR FEA 6 | EUR SPR 13 | FRA FEA 5 | FRA SPR 4 | GBR FEA 5  | GBR SPR 6  | GER FEA Ki | GER SPR 22 | HUN FEA 1 | HUN SPR 4 | TUR FEA Ki | TUR SPR Ki | ITA FEA 7 | ITA SPR 1 | BEL FEA 16 | BEL SPR 18 | BHR FEA 16 | BHR SPR 13 | 7.       | 48   |
| 2006 | Arden International | VAL FEA   | VAL SPR    | SMR FEA   | SMR SPR   | EUR FEA    | EUR SPR   | ESP FEA    | ESP SPR   | MON FEA   | GBR FEA Ki | GBR SPR Ki | FRA FEA 11 | FRA SPR 7  | GER FEA   | GER SPR   | HUN FEA    | HUN SPR    | TUR FEA   | TUR SPR   | ITA FEA    | ITA SPR    |            |            | —        | 0    |

### Teljes A1 Grand Prix eredménylistája
(Táblázat értelmezése)

(Félkövér: pole-pozícióból indult; dőlt: leggyorsabb kört futott) 

| Év      | Csapat | 1         | 2          | 3         | 4         | 5         | 6          | 7         | 8         | 9          | 10         | 11         | 12         | 13        | 14        | 15        | 16         | 17        | 18        | 19        | 20        | 21      | 22      | Helyezés | Pont |
| ------- | ------ | --------- | ---------- | --------- | --------- | --------- | ---------- | --------- | --------- | ---------- | ---------- | ---------- | ---------- | --------- | --------- | --------- | ---------- | --------- | --------- | --------- | --------- | ------- | ------- | -------- | ---- |
| 2005–06 | Svájc  | GBR SPR 9 | GBR FEA Ki | GER SPR 2 | GER FEA 5 | POR SPR 3 | POR FEA 2  | AUS SPR 6 | AUS FEA 3 | MYS SPR 2  | MYS FEA 2  | UAE SPR 1  | UAE FEA Ki | RSA SPR 3 | RSA FEA 2 | IDN SPR 5 | IDN FEA 5  | MEX SPR 2 | MEX FEA 3 | USA SPR   | USA FEA   | CHN SPR | CHN FEA | 2.       | 121  |
| 2006–07 | Svájc  | NED SPR   | NED FEA    | CZE SPR   | CZE FEA   | BEI SPR 9 | BEI FEA Ki | MYS SPR 1 | MYS FEA 4 | IDN SPR 10 | IDN FEA 8  | NZL SPR    | NZL FEA    | AUS SPR   | AUS FEA   | RSA SPR 5 | RSA FEA 4  | MEX SPR   | MEX FEA   | SHA SPR   | SHA FEA   | GBR SPR | GBR SPR | 8.       | 50   |
| 2007–08 | Svájc  | NED SPR 5 | NED FEA 3  | CZE SPR 8 | CZE FEA 3 | MYS SPR 1 | MYS FEA 1  | ZHU SPR 2 | ZHU FEA 6 | NZL SPR Ki | NZL FEA 13 | AUS SPR 10 | AUS FEA 2  | RSA SPR 3 | RSA FEA 1 | MEX SPR 3 | MEX FEA 19 | SHA SPR 1 | SHA FEA 5 | GBR SPR 4 | GBR SPR 3 |         |         | 1.       | 168  |
| 2008–09 | Svájc  | NED SPR 5 | NED FEA Ki | CHN SPR 4 | CHN FEA 4 | MYS SPR 1 | MYS FEA Ki | NZL SPR 2 | NZL FEA 1 | RSA SPR 3  | RSA FEA 1  | POR SPR 15 | POR FEA 1  | GBR SPR 8 | GBR SPR 3 |           |            |           |           |           |           |         |         | 2.       | 95   |

### Teljes Formula–1-es eredménysorozata
(Táblázat értelmezése)

(Félkövér: pole-pozícióból indult; dőlt: leggyorsabb kört futott) 

| Év   | Csapat     | 1      | 2      | 3      | 4      | 5      | 6      | 7      | 8      | 9      | 10     | 11     | 12     | 13     | 14     | 15     | 16     | 17     | 18     | Helyezés | Pont |
| ---- | ---------- | ------ | ------ | ------ | ------ | ------ | ------ | ------ | ------ | ------ | ------ | ------ | ------ | ------ | ------ | ------ | ------ | ------ | ------ | -------- | ---- |
| 2006 | Toro Rosso | BHR Tp | MAL Tp | AUS Tp | SMR Tp | EUR Tp | ESP Tp | MON Tp | GBR Tp | CAN Tp | USA Tp | FRA Tp | GER Tp | HUN Tp | TUR Tp | ITA Tp | CHN Tp | JPN Tp | BRA Tp | —        | —    |

### Teljes Champ Car eredménylistája
(Táblázat értelmezése)

(Félkövér: pole-pozícióból indult; dőlt: leggyorsabb kört futott) 

| Év   | Csapat     | 1      | 2     | 3      | 4      | 5     | 6     | 7     | 8     | 9     | 10     | 11    | 12    | 13    | 14    | Helyezés | Pont |
| ---- | ---------- | ------ | ----- | ------ | ------ | ----- | ----- | ----- | ----- | ----- | ------ | ----- | ----- | ----- | ----- | -------- | ---- |
| 2007 | PKV Racing | LVG Ki | LBH 7 | HOU Ki | POR 12 | CLE 3 | MTT 6 | TOR 2 | EDM 9 | SJO 2 | ROA 10 | ZOL 8 | ASN 5 | SRF 8 | MXC 9 | 9.       | 231  |

### Le Mans-i 24 órás autóverseny
| Év   | Csapat                              | Csapattárs                      | Autó                     | Kategória | Kör | Összetett Helyezés | Kategória Helyezés |
| ---- | ----------------------------------- | ------------------------------- | ------------------------ | --------- | --- | ------------------ | ------------------ |
| 2009 | Speedy Racing Team Sebah Automotive | Andrea Belicchi Nico Prost      | Lola B08/60-Aston Martin | LMP1      | 342 | 14.                | 12.                |
| 2010 | Rebellion Racing                    | Nico Prost Marco Andretti       | Lola B10/60-Rebellion    | LMP1      | 175 | Kiesett            | Kiesett            |
| 2011 | Rebellion Racing                    | Nico Prost Jeroen Bleekemolen   | Lola B10/60-Toyota       | LMP1      | 338 | 6.                 | 6.                 |
| 2012 | Rebellion Racing                    | Nico Prost Nick Heidfeld        | Lola B12/60-Toyota       | LMP1      | 367 | 4.                 | 4.                 |
| 2013 | Rebellion Racing                    | Nico Prost Nick Heidfeld        | Lola B12/60-Toyota       | LMP1      | 275 | 39.                | 7.                 |
| 2014 | Porsche Team                        | Marc Lieb Romain Dumas          | Porsche 919 Hybrid       | LMP1-H    | 348 | 11.                | 4.                 |
| 2015 | Porsche Team                        | Marc Lieb Romain Dumas          | Porsche 919 Hybrid       | LMP1      | 391 | 5.                 | 5.                 |
| 2016 | Porsche Team                        | Romain Dumas Marc Lieb          | Porsche 919 Hybrid       | LMP1      | 384 | 1.                 | 1.                 |
| 2017 | Porsche LMP Team                    | André Lotterer Nick Tandy       | Porsche 919 Hybrid       | LMP1      | 318 | Kiesett            | Kiesett            |
| 2018 | Rebellion Racing                    | André Lotterer Bruno Senna      | Rebellion R13-Gibson     | LMP1      | 375 | 4.                 | 4.                 |
| 2019 | Rebellion Racing                    | André Lotterer Bruno Senna      | Rebellion R13-Gibson     | LMP1      | 376 | 4.                 | 4.                 |
| 2021 | Porsche GT Team                     | Kévin Estre Michael Christensen | Porsche 911 RSR-19       | GTE Pro   | 344 | 22.                | 3.                 |

### Teljes FIA World Endurance Championship eredménysorozata
| Év      | Csapat           | Osztály   | Kasztni            | Motor                           | 1       | 2     | 3      | 4     | 5      | 6      | 7     | 8      | 9     | Helyezés | Pont  |
| ------- | ---------------- | --------- | ------------------ | ------------------------------- | ------- | ----- | ------ | ----- | ------ | ------ | ----- | ------ | ----- | -------- | ----- |
| 2012    | Rebellion Racing | LMP1      | Lola B12/60        | Toyota RV8KLM 3.4 L V8          | SEB 17  | SPA 4 | LMS 3  | SIL 6 | SÃO 5  | BHR 5  | FUJ 5 | SHA Ki |       | 4.       | 86.5  |
| 2013    | Rebellion Racing | LMP1      | Lola B12/60        | Toyota RV8KLM 3.4 L V8          | SIL 5   | SPA 5 | LMS 25 | SÃO   | COA    | FUJ    | SHA   | BHR    |       | 16.      | 21    |
| 2014    | Porsche Team     | LMP1      | Porsche 919 Hybrid | Porsche 2.0 L V4 (Hybrid)       | SIL Ki  | SPA 4 | LMS 5  | COA 4 | FUJ 4  | SHA 3  | BHR 2 | SÃO 1  |       | 3.       | 117   |
| 2015    | Porsche Team     | LMP1      | Porsche 919 Hybrid | Porsche 2.0 L V4 (Hybrid)       | SIL 2   | SPA 2 | LMS 5  | NÜR 2 | COA 12 | FUJ 2  | SHA 2 | BHR 1  |       | 3.       | 138.5 |
| 2016    | Porsche Team     | LMP1      | Porsche 919 Hybrid | Porsche 2.0 L Turbo V4 (Hybrid) | SIL 1   | SPA 2 | LMS 1  | NÜR 4 | MEX 4  | COA 4  | FUJ 5 | SHA 4  | BHR 6 | 1.       | 160   |
| 2017    | Porsche LMP Team | LMP1      | Porsche 919 Hybrid | Porsche 2.0 L Turbo V4 (Hybrid) | SIL 3   | SPA 4 | LMS Ki | NÜR 2 | MEX 2  | COA 2  | FUJ 3 | SHA 3  | BHR 3 | 4.       | 129   |
| 2018–19 | Rebellion Racing | LMP1      | Rebellion R13      | Gibson GL458 4.5 L V8           | SPA Kíz | LMS 4 | SIL 2  | FUJ 3 | SHA 4  | SEB Ki | SPA 5 | LMS 4  |       | 5.       | 91    |
| 2021    | Porsche GT Team  | LMGTE Pro | Porsche 911 RSR-19 | Porsche 4.2 L Flat-6            | SPA 1   | ALG 3 | MNZ 1  | LMS 2 | BHR 1  | BHR 2  |       |        |       | 2.       | 166   |

### Teljes Formula–E eredménylistája
(Táblázat értelmezése)

(Félkövér: pole-pozícióból indult; dőlt: leggyorsabb kört futott) 

| Év      | Csapat                 | 1      | 2      | 3      | 4      | 5      | 6      | 7      | 8      | 9      | 10    | 11     | 12  | Helyezés | Pont |
| ------- | ---------------------- | ------ | ------ | ------ | ------ | ------ | ------ | ------ | ------ | ------ | ----- | ------ | --- | -------- | ---- |
| 2017–18 | Dragon Racing          | HKG 18 | HKG 18 | MAR    | SAN    | MEX    | PDE    | ROM    | PAR    | BER    | ZUR   | NYC    | NYC | 25.      | 0    |
| 2019–20 | Porsche Formula E Team | ADR 17 | ADR 13 | SAN Ki | MEX 14 | MAR 18 | BER 11 | BER 15 | BER Ki | BER 19 | BER 6 | BER 15 |     | 20.      | 8    |

† A versenyt nem fejezte be, de helyezését értékelték, mert a versenytáv több, mint 90%-át teljesítette.

## Külső hivatkozások
- Hivatalos honlapja (angolul)
- Profilja a driverdatabse.com honlapon (angolul)
- Profilja a speedsport-magazine.com honlapon (angolul) (németül)